# کوه چرچ (آلاسکا)
کوه چرچ (به انگلیسی: Mount Church) یک کوه در ایالات متحده آمریکا است که در آلاسکا واقع شده‌است. کوه چرچ ۲٬۳۲۲٫۹۱ متر بالاتر از سطح دریا واقع شده‌است.